# Вулдин (Пенсилванија)
Вулдин (енгл. Woodlyn) насељено је место без административног статуса у америчкој савезној држави Пенсилванија.

## Демографија
По попису из 2010. године број становника је 9.485, што је 551 (-5,5%) становника мање него 2000. године.
| Група             | 2000.         | 2010.         |
| Белци             | 8.737 (87,1%) | 7.987 (84,2%) |
| Афроамериканци    | 918 (9,1%)    | 1.007 (10,6%) |
| Азијати           | 118 (1,2%)    | 121 (1,3%)    |
| Хиспаноамериканци | 138 (1,4%)    | 215 (2,3%)    |
| Укупно            | 10.036        | 9.485         |